# Fabio Zerpa
Fabio Zerpa (Colônia, 4 de dezembro de 1928 – Buenos Aires, 7 de agosto de 2019) foi um parapsicologista, historiador e ufólogo uruguaio. 

## Biografia
Fabio Zerpa chega à Argentina em [951, e já estava interessado em vida extraterrestre e já tinha estudado psicologia. Após alguns anos de investigação, ele começou a dar suas primeiras conferências no início da década de 1960. Em 1966 ele criou o programa de rádio "Para além da Quarta Dimensão". Desde então, Fabio Zerpa relatou mais de 3000 casos de avistamentos UFO e de contato com extraterrestres. Desde 2001 ele é o diretor da revista online O Quinto Homem (El Quinto Hombre). Em dezembro de 2005 Zerpa foi nomeado embaixador cultural da cidade de Colónia, na sua pátria. [carece de fontes?]. Faleceu em 7 de agosto de 2019 aos 90 anos de idade.